# Pyrgophorus
Pyrgophorus is een geslacht van weekdieren uit de klasse van de Gastropoda (slakken).

## Soorten
- Pyrgophorus cisterninus (Küster, 1852)
- Pyrgophorus coronatus (Pfeiffer, 1840)
- Pyrgophorus parvulus (Guilding, 1828)
- Pyrgophorus platyrachis F. G. Thompson, 1968
- Pyrgophorus spinosus (Call & Pilsbry, 1886)